# District de Nishiiwai

Le district de Nishiiwai dans la préfecture d'Iwate.

Le district de Nishiiwai (西磐井郡, Nishiiwai-gun) est un district situé dans la préfecture d'Iwate, au Japon.

## Géographie

### Démographie
Au 1er septembre 2015, la population du district de Nishiiwai était estimée à 7 787 habitants répartis sur une superficie de 63,39 km2.

### Divisions administratives
Le district de Nishiiwai est constitué du seul bourg de Hiraizumi.